# Michael Ludäscher
Michael Ludäscher (* 4. Mai 1988 in der Schweiz) ist ein Schweizer Fussballspieler.

## Karriere
Michael Ludäscher begann seine Karriere im Jahr 2005 bei den Junioren des FC Aarau. 2006 wurde er dann für ein Jahr zum FC Wangen bei Olten transferiert, um Spielpraxis zu erhalten. Nach seiner Rückkehr zu Aarau wurde er in die erste Mannschaft aufgenommen. In den Jahren 2008 und 2009 spielte er jeweils von Januar bis Juni auf Leihbasis in der 1. Liga beim FC Baden, im Januar 2010 wurde er in die Challenge League an den FC Gossau ausgeliehen, für den er am 21. Februar gegen den FC Vaduz sein Pflichtspieldebüt gab.